# Loch Affric
Loch Affric är en sjö i Storbritannien.   Den ligger i kommunen Highland och riksdelen Skottland, i den nordvästra delen av landet, 700 km nordväst om huvudstaden London. Loch Affric ligger 246 meter över havet.  Trakten runt Loch Affric består i huvudsak av gräsmarker.